# Андижанский государственный медицинский институт
Андижанский государственный медицинский институт —высшее медицинское учебное заведение, основанное в 1955 году в городе Андижан Узбекской ССР.
В институте три факультета: лечебно-профилактический, педиатрический и факультет повышения квалификации врачей. Языки: узбекский, русский.

## История
Институт был открыт в 1955 году и был единственным высшим медицинским учебным заведением Ферганской долины на тот период. Ректором третьего в Узбекистане крупного медицинского института был назначен У. А. Алимов.
Вступительные экзамены проводились с 27 сентября по 8 октября, из 1053 абитуриентов, подавших заявление, 256 стали студентами.
Первыми преподавателями были прибывшие в Андижан учёные-медики из вузов Москвы, Ленинграда, Киева, Ташкента и других городов Советского Союза.
В 1950-е гг в нем преподавали профессор Н. П. Соколов, профессор М. С. Исаев, З. И. Обухов, Шамсутдинов. В институте преподавали на русском языке. Обеспечение института высококвалифицированными кадрами оставалось большой проблемой, например, в 1961 году на кафедрах института существовало 28 вакантных должностей, из выделенных кафедрам 15 должностей для профессоров и докторов наук, было занято только 7. Из профессорско-преподавательского состава вуза (198 человек) около 66 % (132) были ассистентами.[значимость факта?]
Библиотеке Андижанского медицинского института было выделено литературы на 75 тысяч рублей, Ташкентский, Самаркандский медицинские институты и Ташкентский фармацевтический институт оказали вузу практическую помощь .[значимость факта?]
Открытие медицинского вуза на отдалённой от центра окраине Узбекистана способствовало развитию здравоохранения в этом регионе. Многие выпускники Андижанского государственного медицинского института стали не только практическими врачами, но и организаторами здравоохранения и учёными. Они стоят на страже здравоохранения не только в Узбекистане, но и в других странах, в том числе в России. Распад СССР привёл к оттоку русскоязычных специалистов из Средней Азии в Россию, в том числе и медицинских работников, учёных-медиков.[значимость факта?]

## Общая характеристика
В институте работает около 850 человек, в том числе 525 профессоров и преподавателей на 55 кафедрах (2019), из них 36 докторов наук и 130 кандидата наук.
В институте ведется подготовка медицинских кадров по следующим факультетам и направлениям: терапевтический, педиатрический, стоматологический, профессиональный, профилактический, фармацевтический, сестринское дело и повышение квалификации врачей. Количество студентов- более 3600 человек (около 1330 на лечебном факультете (лечебное дело), около 1010 на педиатрическом, 358 на стоматологическом, 175 студентов на профессиональном образовании, 49 на фармацевтическом факультете, 71 в отделении профилактической медицины, 117 учатся в отделении сестринского дела).[значимость факта?]
Клиника института рассчитана на 700 мест и оснащена современным диагностическим и лечебным оборудованием: МРТ, МСКТ, Сканирующее УЗИ, Лапароскопический центр и другие.[значимость факта?]
В вузе обучаются студенты из 39 стран (Индии, Пакистана, Южной Кореи, Кыргызстана, России, Афганистана и др.) .

## Лечебный факультет
Лечебный факультет — старейший факультет института. Он был открыт в октябре 1955 года, в год основания института. На факультете было 10 кафедр и около 120 студентов. Деканами факультета были: М. Г. Мирзакаримов (1957—1970), А. А. Гофуров (с 2013 г.)[значимость факта?]
Отделения факультета: лечебное дело, лечебная педагогика и высшее сестринское дело. На факультете сегодня 14 кафедр, около 1740 студентов.[значимость факта?]

## Педиатрический факультет
Педиатрический факультет был открыт в АГМИ в 1977 году. В настоящее время на факультете 14 кафедр, которые в основном расположены на территории кампуса и его клиник; остальные отделения находятся в больницах Андижанской области. На факультете работает 253 профессоров и преподавателей. Всего 14 кафедр.[значимость факта?]

## Факультет повышения квалификации врачей
На факультете могут повышать свою квалификацию, пройти специализацию или получить вторую степень врачи Ферганской, Андижанской и Наманганской областей, проработавшие в сфере медицины не менее трёх лет. Он был учрежден 6 июля 1984 года приказом № 864 Минздрава Узбекистана. Факультет сотрудничает с Ташкентским институтом повышения квалификации врачей и с Ташкентской медицинской академией. Исследования проводятся по плану Минздрава.[значимость факта?]

## Ректорат
Ректорат Андижанского государственного медицинского института состоит из пяти представителей, которые занимают руководящие должности в АГМИ. Ректором и руководителем Андижанского ГМИ (2020 г.) является Мадазимов Мадамин Муминович, доктор медицинских наук, профессор.